# (574372) 2010 JO179
(574372) 2010 JO179 là một thiên thể bên ngoài Sao Hải Vương cộng hưởng bậc cao và có thể là một ứng cử viên hành tinh lùn từ khu vực ngoài cùng nhất của hệ Mặt Trời, có đường kính khoảng 700 kilômét (430 mi). Các quan sát dài hạn cho thấy vật thể này ở trạng thái cộng hưởng 5:21 giả ổn định với Sao Hải Vương. Các nguồn khác phân loại nó như là một thiên thể đĩa phân tán.

## Quan sát đầu tiên và quỹ đạo

Sự đung đưa quỹ đạo danh nghĩa của 2010 JO179, trong một khung cùng tự quay với Sao Hải Vương (bấm vào ảnh để xem hình ảnh động)

Trung tâm Hành tinh nhỏ ghi nhận quan sát chính thức đầu tiên với thiên thể này vào ngày 10 tháng 5 năm 2010 cho Pan-STARRS (F51) tại Đài thiên văn Haleakala, Hawaii, Hoa Kỳ. Các quan sát đã được Outer Solar System Survey của Pan-STARRS thực hiện  Có những hình ảnh trước phát hiện vào ngày 4 tháng 2 năm 1951 từ Khảo sát bầu trời của Đài thiên văn Palomar, kéo dài cung quan sát thêm khoảng 60 năm. Các hình ảnh trước phát hiện là cùng năm khi thiên thể này ở điểm cận nhật (điểm gần Mặt Trời nhất).
2010 JO179 quay quanh Mặt Trời ở khoảng cách 39,6-118 AU, chu kỳ quỹ đạo 706 năm và 1 tháng (bán trục chính 79,3 AU). Quỹ đạo của nó có độ lệch tâm cao 0,5 và độ nghiêng 32° so với đường hoàng đạo.

## Tính chất vật lý

### Quang trắc
Các quan sát quang trắc của 2010 JO179 đã cho ra một đường cong ánh sáng đơn phương thức với chu kỳ tự quay chậm là 30,6 giờ, cho thấy hình dạng của nó gần giống hình cầu với sự không đều phản chiếu đáng kể. Một giải pháp chu kỳ tự quay thay thế là đường cong ánh sáng hai phương thức được coi là ít có khả năng. Nó sẽ tăng gấp đôi chu kỳ tự quay và có hình dạng elip với tỷ lệ trục ít nhất là 1,58.

### Đường kính và suất phản chiếu
Đường kính trung bình của thiên thể này được Michael Brown và Johnston's Archive ước tính tương ứng là 574 và 735 km, với suất phản chiếu giả định là 0,09, trong khi những người khám phá ước tính đường kính 600–900 km với suất phản chiếu từ 0,21 đến 0,07. Trong sơ đồ phân loại của mình, nhà thiên văn học Michael E. Brown coi thiên thể này có khả năng là hành tinh lùn, chứ không phải là thiên thể "có khả năng cao", do ước tính đường kính của ông dưới mốc 600 km.

## Đánh số và đặt tên
Tại thời điểm năm 2018, hành tinh vi hình này vẫn chưa được đánh số hay đặt tên.